# Mega Center Astana
El Mega Center Astana es un centro comercial en la localidad de Astana, la capital Kazajistán.  Se encuentra ubicado en el nuevo distrito de gobierno de la ciudad y forma parte de la cadena comercial MEGA, que opera un total de cuatro de estos centros comerciales en Kazajistán. 
El centro comercial posee 49 tiendas distribuidas en tres plantas.  Entre las tiendas hay ramas de empresas de renombre como artículos deportivos del fabricante alemán Adidas o Nike. El centro comercial fue inaugurado el 25 de octubre de 2007 y ocupa un espacio de 35.000 metros cuadrados.